# Ipomoea tacambarensis
Ipomoea tacambarensis là một loài thực vật có hoa trong họ Bìm bìm. Loài này được E. Carranza mô tả khoa học đầu tiên năm 2003.